# Tharros

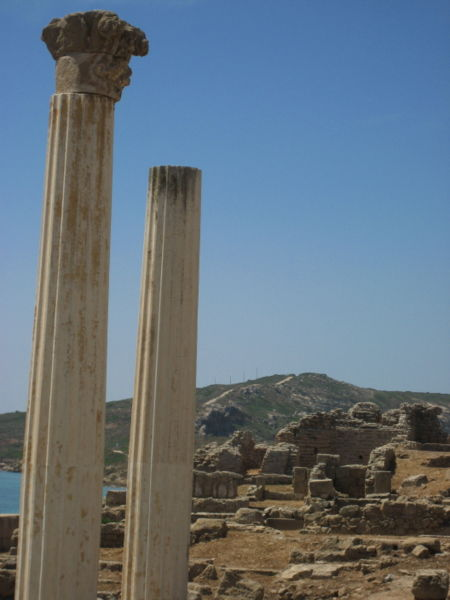
Kolumny korynckie w Tharros

Tharros – starożytne miasto, kolonia fenicka założona na Sardynii. Znajdowała się ona na zachodnim wybrzeżu wyspy, na Półwyspie San Marco, nad Zatoką Oristano. Podczas wykopalisk archeologicznych odkryto stele wotywne. Dzisiaj są to okolice miejscowości Cabras i Oristano.